# 경천초등학교
경천초등학교(敬天初等學校)는 대한민국 충청남도 공주시에 있는 공립 초등학교이다.

## 학교 연혁
- 1944. 05. 01. 경천분교장 개교
- 1945. 05. 05. 계룡국민학교 경천분교장 인가
- 1945. 09. 24. 경천국민학교 승격
- 1967. 09. 01. 상성분교장 설치
- 1968. 03. 01. 상성국민학교 승격 분리
- 1987. 03. 04. 경천국민학교 병설유치원 개원
- 1996. 03. 01. 경천초등학교로 개칭
- 1999. 03. 01. 상성초등학교 통폐합
- 2015. 02. 13. 제66회 졸업식(누계 4,622명)
- 2015. 03. 02. 학급 편성(6학급, 병설유치원 1학급)

## 참고 자료
- 경천초등학교 - 한국교육학술정보원 학교알리미